# Бернард Кац
Бернард Кац,  (енгл. Bernard Katz; 26. март 1911 — 20. април 2003) је био биофизичар рођен у Немачкој, запажен по свом раду везаном за биохемију нерава. Делио је Нобелову награду за физиологију или медицину 1970. године са Џулијусом Акселродом и Улфом фон Ојлером. Исте године додељена му је титула витеза.

## Живот
Рођен у Лајпцигу у јеврејској породици, образовао се у Албертовој гимназији у истом граду између 1921. и 1929. године, након чега је почео да студира медицину на Универзитету у Лајпцигу. Дипломирао је 1934. године, а у Уједињено Краљевство је пребегао фебруара 1935. године, због Хилеровог успона. У Британији се запослио на Универзитетском колеџу Лондона, где је првобитно био под туторством Арчибалда Вивијана Хила. Докторирао је 1938. године и добио је Карнегијеву стипендију за проучавања у Сиднејској болници. Године 1941. добио је аустралијско држављанство, а Краљевском аустралијском ваздухопловству приступио је 1942. године. Други светски рат је провео у Пацифику као радарски официр. Оженио се са Маргеритом Пенли 1945. године и вратио се на Универзитетски колеџ Лондона као помоћник директора 1946. године. По повратку у Енглеску је такође радио са добитницима Нобелове награде из 1963. године, Аланом Хоџкином и Ендруом Хакслијем. Кац је постао професор на Универзитетском колеџу Лондона 1952. године, а затим и шеф катедре за биофизику. Такође је изабран као члан Краљевског друштва. Остао је шеф катедре за биофизику до 1978. године, када је постао професор емеритус. Умро је у Лондону 20. априла 2003, у својој 92. години.

## Истраживање
Кацово истраживање је открило фундаментална својства синапси, спојева преко којих нервне ћелије шаљу сигнале другим нервним ћелијама и осталим типовима ћелија. До 1950-их година, студирао је биохемију и утицај ацетилхолина, сигнализујућег молекула, преко којег синапсе које спајају „моторне нерве“ са мишићима стимулишу контракцију. Кац је добио Нобелову награду за своје откриће да је ослобађање неуротрансмитера у синапсама „квантално“, тј. да код било које синапсе количина ослобађеног неуротрансмитера никад није мања од одређене количине, а ако је већа од те количине, увек је њен целобројни умножак. Сада научници знају да до ове појаве долази због тога што се, пре него што се ослободе у синаптичку празнину, молекули трансмитера налазе у потћелијским пакетима сличне величине, везикулама.
Кацово откриће имало је директан утицај на проучавање органофосфата и органохлорида, основе нових послератних проучавања нервних агенса и пестицида.